# Cottus carolinae
Cottus carolinae és una espècie de peix pertanyent a la família dels còtids.

## Descripció
- Fa 18 cm de llargària màxima (normalment, en fa 9,5).[2][3][4]

## Hàbitat
És un peix d'aigua dolça, demersal i de clima temperat (39°N-32°N).

## Distribució geogràfica
Es troba a Nord-amèrica: els Estats Units.

## Observacions
És inofensiu per als humans.